# Minami-Shimabara
Minami-Shimabara (jap. 南島原市 Minami-Shimabara-shi) – miasto w Japonii, na wyspie Kiusiu, w prefekturze Nagasaki.
Miasto otrzymało prawa miejskie 31 marca 2006 r.